# Pasquale Calderoni Martini
Pasquale Calderoni Martini duca di Sanarica (Gravina di Puglia, 23 ottobre 1859 – Napoli, 27 luglio 1933) è stato un numismatico e politico italiano.

## Biografia
Discendente dalla famiglia Lubelli dei duchi di Sanarica, si laurea in giurisprudenza a Bari ed esercita la professione di avvocato a Gravina, dove si interessa anche alla vita politica. Eletto consigliere comunale e provinciale, è stato sindaco della sua città nel biennio 1890-1891.
Nel 1897 viene eletto deputato: alla camera si occupa principalmente di trasporti ferroviari, bilanci economici dello Stato agricoltura, industria e artigianato e lavori pubblici. È stato consigliere e presidente della Banca Cooperativa Agraria, presidente della prima Commissione amministrativa della Scuola Agraria di Bari.
Collezionista di monete antiche è stato socio fondatore del Circolo Numismatico Napoletano, di cui è stato consigliere, vice presidente per nove anni e presidente per sei. La sua raccolta è oggi esposta per sua volontà nella collezione della fondazione Santomasi, che custodisce anche il carteggio archivistico di famiglia, la consistente e corposa biblioteca personale e la collezione di numerose opere d'arte.